# Trine Jepsen
Trine Randbo Jepsen  (Holdsted, Dinamarca, 29 de septiembre de 1977) es una cantante y presentadora de televisión danesa. Conocida por haber representado a su país en el Festival de Eurovisión 1999 junto a Michael Teschl.

## Festival de Eurovisión
Junto a Michael Teschl ganó en la final del Dansk Melodi Grand Prix de 1999 con la canción "Denne Gang".
En el Festival de Eurovisión 1999, en Jerusalén, interpretaron en inglés la canción con la que ganaron en el Dansk Melodi Grand Prix, bajo el título "This time I mean it", finalizando en octavo lugar, recibiendo 71 puntos.

## Carrera posterior
En 2001 participó en el programa Popstars de la cadena danesa TV 2, y ganó junto a Sofie Hviid, Julie Næslund y Louise Lolle. Juntas formaron el grupo EyeQ, que alcanzó gran éxito comercial, con unas ventas totales de más de 250.000 discos vendidos, pero en 2003 el grupo se disolvió.
En 2006, volvió a participar en el Dansk Melodi Grand Prix con la canción Grib Mig, junto a Christian Bach. En 2009 participó, por tercera vez, esta vez en solitario con I'll never fall in love again.